# Metoda równego podziału

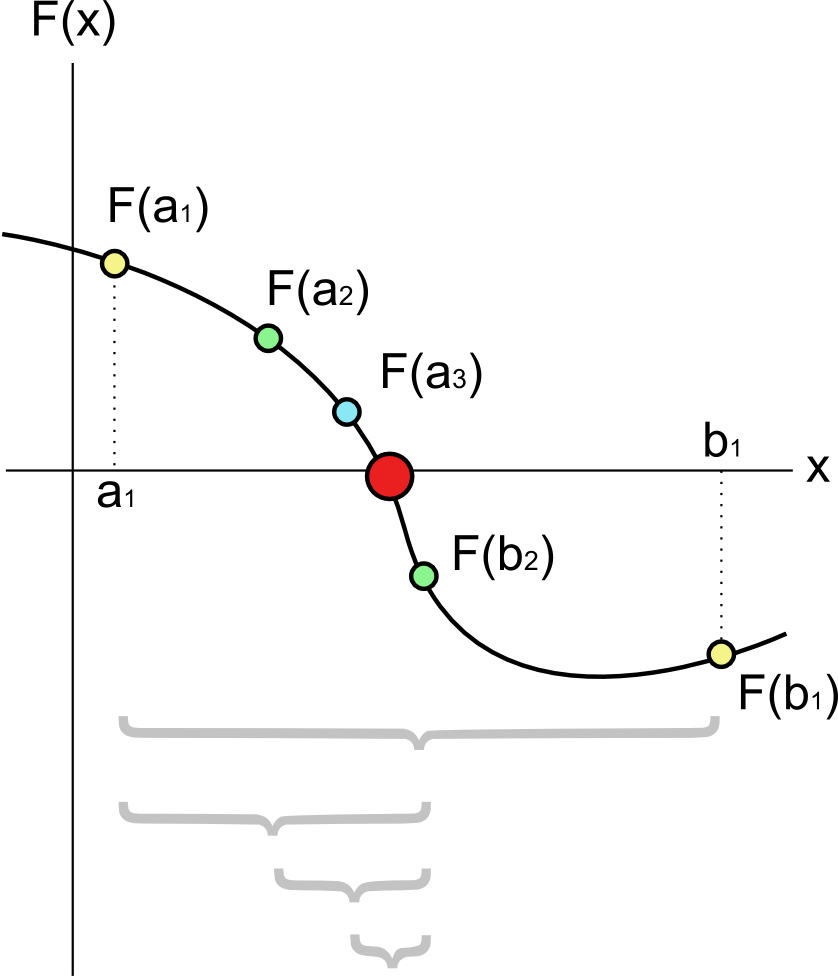

Metoda równego podziału, metoda połowienia, metoda bisekcji, metoda połowienia przedziału – jedna z metod rozwiązywania równań nieliniowych. Opiera się ona na twierdzeniu Darboux:

Jeżeli funkcja ciągła {\displaystyle f(x)} ma na końcach przedziału domkniętego wartości różnych znaków, to wewnątrz tego przedziału, istnieje co najmniej jeden pierwiastek równania {\displaystyle f(x)=0.}

Aby można było zastosować metodę równego podziału, muszą być spełnione założenia:
1. funkcja {\displaystyle f(x)} jest ciągła w przedziale domkniętym {\displaystyle [a;b],}
2. funkcja przyjmuje różne znaki na końcach przedziału: {\displaystyle f(a)f(b)<0.}

## Przebieg algorytmu
1. Sprawdzenie, czy pierwiastkiem równania jest punkt {\displaystyle x_{1}={\tfrac {a+b}{2}},} czyli czy {\displaystyle f(x_{1})=0.}
Jeżeli tak jest, algorytm kończy działanie, a punkt {\displaystyle x_{1}} jest szukanym miejscem zerowym.
2. W przeciwnym razie, dopóki nie osiągniemy żądanej dokładności, czyli dopóki {\displaystyle \mid a-b\mid >\epsilon {:}}
  1. Zgodnie ze wzorem z punktu pierwszego ponownie wyznaczane jest {\displaystyle x_{1},} dzieląc przedział {\displaystyle [a,b]} na dwa mniejsze przedziały: {\displaystyle [a,x_{1}]} i {\displaystyle [x_{1},b].}
  2. Wybierany jest koniec przedziału, którego wartość funkcji posiada znak przeciwny do {\displaystyle f(x_{1})} i odpowiednio górny albo dolny kraniec przedziału ({\displaystyle b} albo {\displaystyle a}) przyjmuje wartość {\displaystyle x_{1},} tj.
    1. Jeżeli {\displaystyle f(a)f(x_{1})<0,} to {\displaystyle b=x_{1},}
    2. Jeżeli {\displaystyle f(x_{1})f(b)<0,} to {\displaystyle a=x_{1}.}
3. Po osiągnięciu żądanej dokładności algorytm kończy działanie, a szukany pierwiastek równania wynosi {\displaystyle {\tfrac {a+b}{2}}.}

## Przykład
Wyznaczyć pierwiastek równania {\displaystyle f(x)=x^{3}-x+1} w przedziale {\displaystyle [-2;2].}
Rozwiązanie:
- Obliczamy wartości funkcji na końcach przedziału: {\displaystyle f(-2)=-5,} a {\displaystyle f(2)=7.}
- Dzielimy przedział na połowy: {\displaystyle x_{1}={\tfrac {-2+2}{2}}=0} i obliczamy wartość {\displaystyle f(x_{1})=1.}
- Ponieważ wartość funkcji dla {\displaystyle x_{1}} jest różna od zera, algorytm jest kontynuowany. Mamy teraz dwa przedziały {\displaystyle [-2,0]} i {\displaystyle [0,2].} Wybieramy ten, na którego końcach znaki funkcji są różne: {\displaystyle f(-2)f(0)=-5\cdot 1=-5<0} lub {\displaystyle f(0)f(2)=1\cdot 7=7>0.} Zatem pierwiastek leży w przedziale {\displaystyle [-2,0].}
- Dzielimy przedział na połowy: {\displaystyle x_{2}={\tfrac {-2+0}{2}}=-1} i obliczamy wartość funkcji: {\displaystyle f(-1)=1.} Liczba {\displaystyle x_{2}} nie jest zatem pierwiastkiem.
- Znowu dzielimy przedział na dwa podprzedziały, wybieramy jeden z nich itd.

Uwaga: rozwiązanie można wyznaczyć z dowolną dokładnością (czyli dla każdego {\displaystyle \epsilon >0} można znaleźć takie {\displaystyle x_{0},} że {\displaystyle \mid x-x_{0}\mid <\epsilon } gdzie {\displaystyle x} jest pierwiastkiem równania), w rzadkich przypadkach można uzyskać dokładną wartość pierwiastka (gdy algorytm zostanie zakończony w 1. punkcie). Algorytm metody równego podziału jest blisko spokrewniony z wyszukiwaniem binarnym.

## Pseudokod
Prezentacja metody równego podziału w języku Python 3. Początkowe wartości {\displaystyle a} i {\displaystyle b} muszą być wybrane w taki sposób, aby {\displaystyle f(a)} i {\displaystyle f(b)} były przeciwnego znaku oraz „otaczały” poszukiwane miejsce zerowe. Zmienna epsilon określa dokładność wyniku, np. 0,0001.
```
while
 
abs
(
a
 
-
 
b
)
 
>
 
epsilon
:
 
# dopóki nie uzyskamy zadanej dokładności

    
x1
 
=
 
(
a
 
+
 
b
)
 
/
 
2

    
if
 
abs
(
f
(
x1
))
 
<=
 
epsilon
:
 
# jeżeli znaleźliśmy miejsce zerowe mniejsze bądź równe przybliżeniu zera

        
break

    
elif
 
f
(
x1
)
 
*
 
f
(
a
)
 
<
 
0
:

        
b
 
=
 
x1
 
# nadpisywanie prawego krańca przedziału

    
else
:

        
a
 
=
 
x1
 
# nadpisywanie lewego krańca przedziału

print
((
a
 
+
 
b
)
 
/
 
2
)
 
# zwracanie znalezionego miejsca zerowego

```